# Knocknagree
Knocknagree är en ort i republiken Irland. Den ligger i den sydvästra delen av landet, 240 km sydväst om huvudstaden Dublin. Knocknagree ligger 153 meter över havet och antalet invånare är 199.
Terrängen runt Knocknagree är huvudsakligen platt, men söderut är den kuperad.Runt Knocknagree är det glesbefolkat, med 11 invånare per kvadratkilometer. Närmaste större samhälle är Rathmore, 3,7 km söder om Knocknagree. Trakten runt Knocknagree består i huvudsak av gräsmarker.